# Ernest Chausson
Ernest Amédée Chausson (21. januar 1855 – 10. juni 1899) var en fransk komponist. Han arbejdede meget langsomt, men huskes i dag især for sine sange. Han har også skrevet 2 symfonier, (hvoraf den anden er ufuldendt) og en opera, Le Roi Arthus, til hvilken han også skrev librettoen, og da han var en stor beundrer af Wagner, er denne opera ment som et fransk modstykke til Tristan og Isolde. Skønt hans liv i det ydre var præget af lys og velstand, er der en grundlæggende tristesse i alle hans værker.

## Udvalgte værker
- Symfoni nr. 1 (1889–90) - for orkester
- Symfoni nr. 2 (1899) (ufuldendt) - for orkester

- Wikimedia Commons har flere filer relateret til Ernest Chausson

1. ↑  Navnet er anført på engelsk og stammer fra Wikidata hvor navnet endnu ikke findes på dansk.